# Juicy J
Jordan Michael Houston (Memphis, Tennessee, 5 de abril de 1975), mais conhecido pelo nome artístico Juicy J, é um rapper, compositor e produtor musical norte-americano.Ele foi um dos membros fundador do grupo de rap Three 6 Mafia, criado em 1991, vencedor do Oscar de Melhor Canção Original por "It's Hard Out Here for a Pimp" do filme Hustle & Flow (2005).
Ele é o irmão mais novo do também rapper Project Pat.

## Discografia

### Álbuns de estúdio
- 2002 – Chronicles of the Juice Man
- 2009 – Hustle Till I Die
- 2013 – Stay Trippy
- 2017 – Rubba Band Business